# Wyrostki towarzyszące

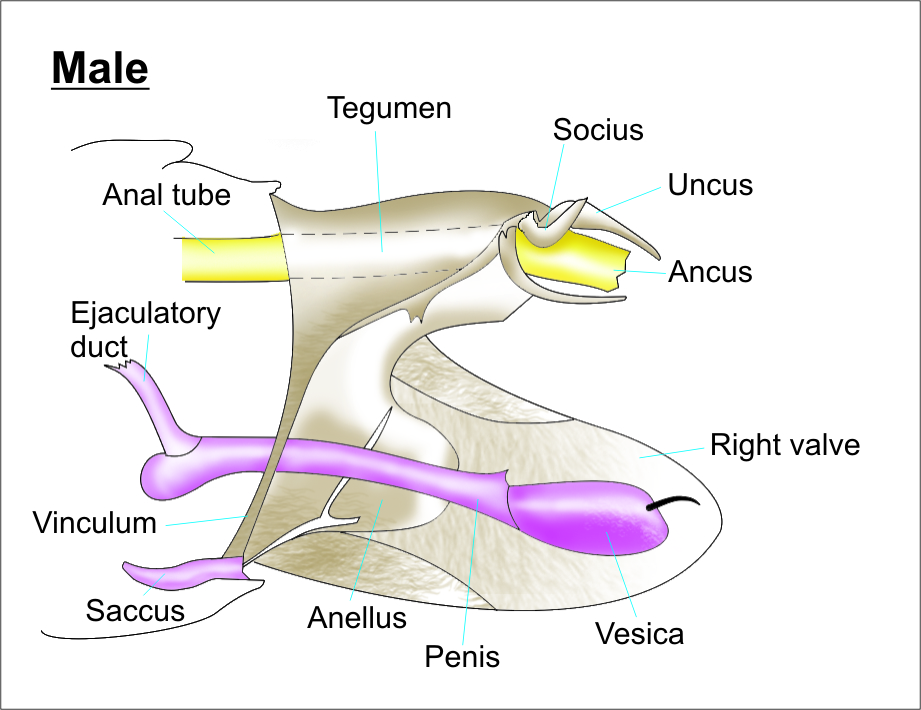
Samcze narządy genitalne motyla

Wyrostki towarzyszące (łac. socii, l. poj. socius) – elementy samczych narządów genitalnych u niektórych motyli i chruścików.
U motyli i chruścików socii to dodatkowe, boczne wyrostki dziesiątego segmentu odwłoka. Mają postać słabo zesklerotyzowanych, owłosionych poduszeczek lub płatków. Położone są na ogonowej (kaudalnej) krawędzi tegumenu, w pobliżu nasady unkusa i poniżej niego.
U wąsikowatych wyrostki te nie są wyodrębnione, lecz tworzą wraz z końcową częścią tegumenu i unkusem owłosioną poduszeczkę. U zwójkowatych są one niekiedy zupełnie zredukowane. U miernikowcowatych nie zawsze są obecne, występują jednak np. u rodzaju Scopula.
Niewykluczona jest homologia wyrostków towarzyszących z "cercipodobnymi" wyrostkami dziesiątego segmentu odwłoka niższych błonkówek.